# テクノロジー犯罪被害ネットワーク
特定非営利活動法人 テクノロジー犯罪被害ネットワークは、「テクノロジー犯罪」と「嫌がらせ犯罪」を撲滅するために、両犯罪の社会的認知と、刑法犯罪として処罰できる法整備を求めて活動しているNPO法人。

## 概要
テクノロジー犯罪被害者と嫌がらせ犯罪被害者の発見、相談やアンケート調査による被害内容の把握、街頭活動やフォーラムの開催による広報、陳情・要望活動による法整備促進事業等を行なっている。
被害の実例として、「テクノロジー犯罪」には、音声送信、身体攻撃、疾病誘発、思考盗聴、三欲・生理機能・運動機能・感情・思考の操作、家電製品の誤作動や故障などがあり、「嫌がらせ犯罪」には、組織的つきまとい、敵意による攻撃、家宅侵入、電話による嫌がらせ、買い物時の嫌がらせなどがある。
なお、彼らの主張する嫌がらせ犯罪には、 ガスライティング行為と宗教団体による嫌がらせが含まれる。

## 沿革
- 1998年1月 - 第1回『電波悪用被害者の会』開催。
- 2004年1月 - 第33回『電波悪用被害者の会』開催。名称を「組織犯罪としてある見えないテクノロジーによる被害者の会」に変更。
- 2007年8月 - 第1回『テクノロジー犯罪被害フォーラム』開催。(東京・日本橋公会堂)
- 2007年11月 - 東京都よりNPO法人として認証される。

## 活動内容
- 東京定例会、全国各地にて『被害者による集い』開催。
- テクノロジー犯罪・嫌がらせ犯罪の被害相談。
- テクノロジー犯罪・嫌がらせ犯罪の周知活動及び整備促進活動。
- 海外の最新テクノロジー犯罪情報の紹介。

## 関連書籍
- 石橋輝勝著『武器としての電波の悪用を糾弾する！』1997年7月。
- 内山治樹著『早すぎる？おはなし』講談社出版サービスセンター、2008年12月。
- 内山治樹編『テクノロジー犯罪被害者による被害報告集』講談社出版サービスセンター、2010年5月。
- 内山治樹編『テクノロジー犯罪被害者による被害報告集2』講談社エディトリアル、2013年6月。